# 펜두상어

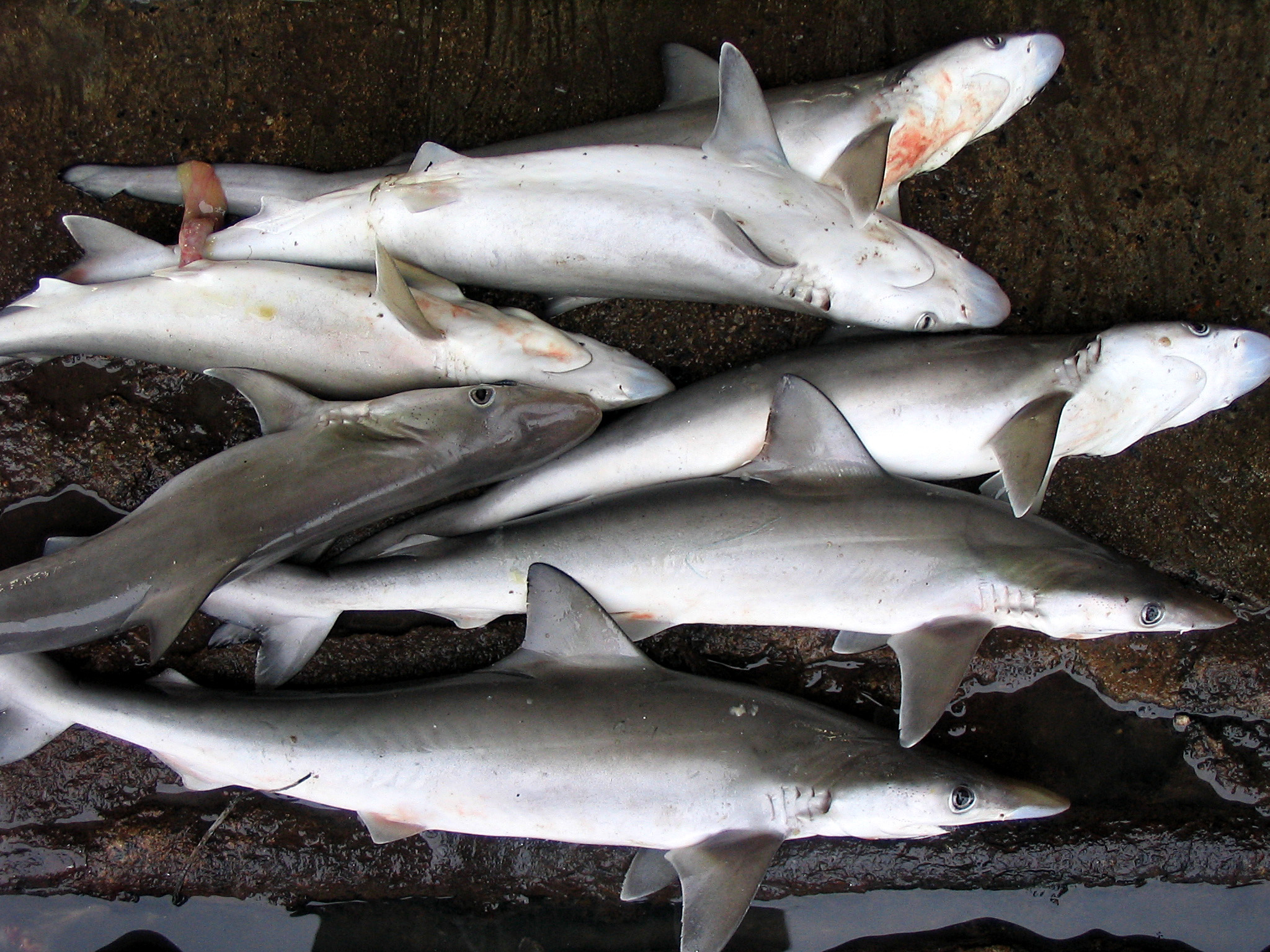

펜두상어(학명:Rhizoprionodon acutus) 흉상어목 흉상어과에 속하는 물고기이다. 몸길이는 1.1m로 흉상어과의 상어 중에선 작은 편에 속한다.

## 특징과 먹이
펜두상어는 머리가 납작하고 몸이 긴 방추형이란 특징이 있다. 우유와 같이 흰색의 배쪽이 매우 큰 특징으로 나타나기 때문에 펜두상어를 영어권에서는  밀크 샤크(Milk Shark)라고 부르기도 한다. 한국어로 직역하면 우유상어라는 이름으로도 불리는 상어로 옆줄을 기점으로 몸의 등쪽은 회색을 띄고 있다. 넓고 삼각형의 모양을 가지는 가슴 핀은 세번째나 네번째의 아가미 슬릿에서 발생하며 항문지느러미는 두번째 등지느러미보다 약 두배이고 긴 능선이 선행된다. 등과 꼬리지느러미의 가장자리는 검은색을 띄지만 배와 뒷지느러미는 희다. 등에는 두개의 지느러미가 있는데 두번째 지느러미가 더 작고 꼬리지느러미는 움푹 페인 반달 모양이다. 등지느러미에는 둘 사이의 능선이 없으며 첫번째 등지느러미는 앞마진보다 더 이상이 없다. 또한 첫번째 등지느러미는 가슴 핀이 없는 리어 팁에서 발생하며 훨씬 작은 두번째 등지느러미는 항문 지느러미의 마지막 3분의 1에 걸쳐 발생된다. 눈에 있는 순막은 안구를 보호한다. 사람을 공격했다는 설이 있지만 확인된 것은 없으며 먹이로는 멸치, 청어, 정어리와 같은 작은물고기들과 오징어와 같은 두족류, 갑각류를 주로 잡아먹는 육식성의 어류이다.

## 서식지와 어획
펜두상어의 서식지는 서부 태평양, 인도양, 동부 대서양으로 대한민국의 남해와 일본과 오스트레일리아부터 시작해 서아프리카 일대까지 광범위하게 서식한다. 홍해와 페르시아만에서도 서식하는 어종 중에 하나이며 수심 10~200m의 연안이나 산호초 등에서 서식하는 표해수대의 어류이다. 펜두상어는 식용으로도 쓰이는 어종으로 주로 회, 구이, 초밥 등으로 많이 먹는다. 다만 펜두상어는 흉상어과의 어류답게 이빨이 상당히 날카로운만큼 살아있는 개체를 다룰 때는 주의를 요구하며 그래서 두꺼운 장갑을 쓰고 손질을 하는 것이 좋다. 일본과 서아프리카의 나라에서는 펜두상어를 이용한 요리를 고급 요리로 취급하여 많이 식용하는 어종 중에 하나이다.

## 같이 보기
- 흉상어목
- 흉상어과